# Den forkerte død
 Der er for få eller ingen kildehenvisninger i denne artikel, hvilket er et problem. Du kan hjælpe ved at angive troværdige kilder til de påstande, som fremføres i artiklen.

Den forkerte død er en dansk fantasyroman skrevet af Kenneth Bøgh Andersen, og er tredje bind i serien Den Store Djævlekrig. Den udkom første gang den 30. april 2009 på forlaget Høst & Søn, en afdeling hos Rosinante & Co, og er 316 sider lang. Siden lukningen af Rosinante & Co, er bogen udgivet af Gyldendal, der opkøbte forlaget i 2019, men "Høst & Søn" står stadig på ryggen af bogen som på de andre bind i serien. Næste bog i serien er Ondskabens engel og udkom 2010.

## Handling
I Den forkerte død må Filip Engell endnu engang vende tilbage til Helvede. Denne gang er det dog lidt hans egen skyld, da hans ven Søren tager en af Filips to piller, som bringer en til det sted i underverdenen man sidst har tænkt på. Søren gjorde dette da Filip bare havde sagt at det var almindelige hovedpinepiller. Filip må derfor tage sin anden og sidste pille, til at komme ned til Helvede for at hente Søren tilbage. Da han ankommer til Helvede møder han alle sine venner igen, og får at vide, at Søren ikke er i Helvede. Heldigvis beslutter Lucifer, Satina og Gud at hjælpe ham. De får heldigvis lokaliseret Søren, som befinder sig i Hades. Satina og Filip drager derfor af sted til Hades. Da de endelig ankommer finder de desværre ud af at Hades, som ikke har fået nye fordømte i flere årtusinder, ikke bare vil aflevere Søren. Heldigvis får Filip og Satina befriet Søren. De blev dog først selv fanget og lukket inde sammen med Søren. Men Satina slap heldigvis ud, og befriede Herkules, som var blevet fordømt pga. han blev lokket i en fælde af Hades. Herkules, som gerne ville hjælpe hende der havde befriet ham, ødelagde derfor den tykke dør, som Filip og Søren var lukket inde bag. Derefter gik Herkules til angreb på Hades, og imens flygtede Filip, Satina og Søren. 
Desværre er Helvede ikke helt, som det plejede at være. Mange djævle har nemlig sluttet sig til Aziel i ydergård, og de planlægger at vælte tronen. Imens er Søren faldet godt til i Helvede, og er en af favoritterne til at vinde Skarnstregs-festivalen. Filip og Satina bliver nødt til at dele sig for at lede efter spor, og desværre bliver Satina bortført. Heldigvis opdager Filip en af Aziels spioner. Han giver sig dog ikke lige, og vagterne giver op, efter flere dage, hvor de har tortureret ham. Det finder Filip sig ikke i, og han går selv ind til spionen. Bogen slutter, da Filip kort efter træder ud af torturkammeret og fortæller, at han ved hvor Satina er.
| Bog | Spire Denne artikel om bøger og tidsskrifter er en spire som bør udbygges. Du er velkommen til at hjælpe Wikipedia ved at udvide den. |